# Cephaloziella tenuissima
Cephaloziella tenuissima là một loài rêu tản trong họ Cephaloziellaceae. Loài này được (Lehm.) Stephani miêu tả khoa học lần đầu tiên năm 1893.